# Agropsar
Agropsar és un gènere d'ocells de la família dels estúrnids (Sturnidae) que habita boscos i terrenys oberts del sud-est de Sibèria i l'extrem Orient. Tradicionalment les espècies d'aquest gènere han estat incloses al gènere Sturnus, i Clements 6a edició (2009) les inclou en Sturnia.

## Taxonomia
Segons la classificació del Congrés Ornitològic Internacional (versió 12.2, juliol 2022) aquest gènere conté dues espècies:
- Agropsar sturninus - estornell de Dàuria.
- Agropsar philippensis - estornell galta-rogenc.